# Сернио
Се́рнио (итал. Sernio) — коммуна в Италии, в провинции Сондрио области Ломбардия.
Население составляет 445 человек (2008 г.), плотность населения составляет 49 чел./км². Занимает площадь 9 км². Почтовый индекс — 23030. Телефонный код — 0342.
Покровителями коммуны почитаются святые Косма и Дамиан, целители безмездные, празднование 27 сентября.

## Демография
Динамика населения:

## Администрация коммуны
- Официальный сайт: http://www.comune.sernio.so.it/